# Vassmolösa
Vassmolösa – miejscowość (tätort) w Szwecji, w regionie administracyjnym (län) Kalmar, w gminie Kalmar.
Według danych Szwedzkiego Urzędu Statystycznego liczba ludności wyniosła: 524 (31 grudnia 2015), 535 (31 grudnia 2018) i 534 (31 grudnia 2019).